# Anomis gundlachi
Anomis gundlachi är en fjärilsart som beskrevs av William Schaus 1940. Anomis gundlachi ingår i släktet Anomis och familjen nattflyn. Inga underarter finns listade i Catalogue of Life.